# خالد حسین
خالد حسین (انگلیسی: Khaled Hussein؛ زادهٔ ۲۴ فوریهٔ ۱۹۷۷) بازیکن فوتبال اهل لیبی بود.
وی همچنین در تیم ملی فوتبال لیبی بازی کرده‌است.